# Parmalat
Parmalat è una società per azioni italiana specializzata nel latte, yogurt, panna e nel settore alimentare. Dal luglio 2011 è controllata dalla francese Lactalis al termine di una scalata finanziaria costata 4 miliardi di euro. Possiede 68 stabilimenti produttivi, in Italia si rifornisce di latte da circa 800 stalle.
La società è stata quotata fino al 2019 presso la Borsa valori di Milano nell'indice FTSE Italia Mid Cap.

## Storia

### La creazione e il consolidamento
L'azienda venne fondata originariamente come Dietalat da Calisto Tanzi, che nel 1961 aprì un piccolo caseificio a Collecchio nelle immediate vicinanze di Parma. Negli anni settanta la forte richiesta di latte a lunga conservazione permise alla Parmalat di far crescere la propria fetta di mercato. Nel corso degli anni novanta, dopo la ristrutturazione dell'organizzazione aziendale e la conseguente quotazione in Borsa mediante acquisizione della Finanziaria Centronord Spa di Giuseppe Gennari (che divenne Parmalat Finanziaria), l'impresa rafforzò la propria posizione ed iniziò ad acquisire numerose altre società in Europa, America Latina e Africa, molte delle quali non strettamente legate al settore alimentare, tra le altre in Italia ci furono la società calcistica del Parma Associazione Calcio, il gruppo di villaggi turistici ParmaTour e il network televisivo Euro TV, poi divenuto Odeon TV dopo la scissione di Italia 7.
Il nuovo gruppo societario rafforzò progressivamente la propria posizione sul mercato acquisendo vari marchi e società tra cui Latte Oro e Latte Berna; nel 1999 vengono avviate le trattative con Cirio per l'acquisizione della Eurolat, e del pacchetto azionario di controllo della Centrale del Latte di Roma, operazione che si concluse nel 2004 con un costo per la società emiliana di 324 miliardi di lire.

### Il fallimento del 2003 e i piani di Granarolo
La crescita di Parmalat era avvenuta con profili insoliti: anzitutto la dirigenza del gruppo rimase sempre fortemente imperniata sulla famiglia Tanzi e sui suoi collaboratori storici, senza aprirsi a manager di livello internazionale. Inoltre molte acquisizioni riguardavano aziende improduttive e/o fortemente indebitate e venivano sostenute mediante emissioni di obbligazioni (ossia accumulando ulteriori debiti), a fronte delle quali il gruppo dichiarava di avere comunque riserve miliardarie di denaro liquido.
L'inconsistenza finanziaria di Parmalat emerse solo alla fine del 2003, quando la scoperta di un buco di 14,3 miliardi di euro la costrinse a dichiarare bancarotta. Con decreto del Ministero delle attività produttive gran parte delle società del gruppo sono state ammesse alla procedura di amministrazione straordinaria delle grandi imprese in crisi e da dicembre 2003 a ottobre 2005 Enrico Bondi ne è stato commissario straordinario.
Con sentenza del Tribunale di Parma le società sono state dichiarate insolventi nominando giudice delegato Vittorio Zanichelli; con tali sentenze, sono state fissate le date per il deposito delle domande di insinuazione nel passivo e per la verifica dei crediti. Successivamente gli obbligazionisti hanno visto le loro obbligazioni convertite in azioni Parmalat di nuovo tipo, quotate alla Borsa di Milano.
Nel frattempo nel 2005 Granarolo, società lattiero-casearia in mano alle cooperative e guidata da Luciano Sita, aveva iniziato a pianificare, con il contributo di McKinsey e l'appoggio di Banca Rothschild con allora vicepresidente Franco Bernabè, la possibilità di effettuare un intervento con il concorso della finanza e dei fondi d'investimento, con l'obiettivo di dare vita a un grande gruppo lattiero-caseario Granarolo-Parmalat. Tuttavia l'operazione non si concretizzerà, anche a causa dello scarso interesse mostrato dalla politica e dalle banche italiane, già impegnate con il commissario Bondi nelle trattative per transare i danni legati ai finanziamenti dati a Parmalat. Le intenzioni verranno definitivamente abbandonate a causa dei problemi di bilancio 2006 di Granarolo.

### Le cessioni dei marchi e il risanamento del 2005
Dopo essere stata rifondata come una nuova società, nel settembre 2005 la Parmalat vende la propria "divisione forno" all'azienda veronese Vicenzi, con essa i marchi Grisbì, Mr Day e ProntoForno; tale divisione comprende anche 400 dipendenti e 4 stabilimenti: Bovolone (VR), Lurate Caccivio (CO), Nusco (AV), Atella (PZ), e in ottobre le azioni della rifondata società iniziarono ad essere quotate nella borsa italiana.
Nel maggio 2007 Parmalat cede i marchi Pomì, Pomito e Pais alla Boschi Luigi & Figli SpA, mentre nel luglio 2009 la controllata australiana, Parmalat Food Products Pty Ltd, completa l'acquisizione di alcune attività di National Foods nel settore del latte fresco localizzate in Nuovo Galles del Sud, Queensland e in Australia Meridionale.

### L'acquisizione di Lactalis
Nel marzo 2011 la multinazionale francese Lactalis, che in Italia già possiede i marchi Galbani, Invernizzi, Locatelli e Cademartori ed è controllata dalla famiglia Besnier, inizia ad acquisire azioni Parmalat. Al 23 marzo Lactalis detiene il 29% del capitale di Parmalat, appena sotto il limite del 30% che comporta l'obbligo di OPA. Il 26 aprile 2011 Lactalis annuncia il lancio di un'OPA totalitaria sul capitale di Parmalat, al prezzo di 2,60 euro per azione, conclusasi con successo l'8 luglio 2011. Una "scalata" costata 4 miliardi di euro.
Il 27 dicembre 2016 il gruppo francese, che controlla Parmalat per l'87,74%, attiva la procedura di delisting cercando di ritirarla dalla quotazione in Borsa. Tramite la controllata Sofil, lancia un'Opa sul capitale non ancora posseduto (pari al 12,26%) a 2,80 euro per azione, arrivando all’89,64% per l'opposizione del fondo attivista Amber di Joseph Onaghoulian che da sempre contesta la gestione francese.
La famiglia proprietaria del gruppo d'oltralpe nel dicembre 2018 acquisì a 2,85 euro per azione un altro 6,17% dell'azienda e portò il controllo al 95,81%, in conseguenza avendo Lactalis superato il 90%, il 5 marzo 2019 è avvenuto il delisting che ha portato i francesi a possedere l'intera società. Il 9 gennaio 2019 ai dipendenti della Parmalat è stata comunicata per posta elettronica la riorganizzazione del gruppo che prevede la suddivisione in 9 divisioni di cui 3 di prodotti (formaggi, ingredienti, prodotti freschi), 5 di distribuzione geografica e 1 dedicata all'export.

## Presenza nel mondo

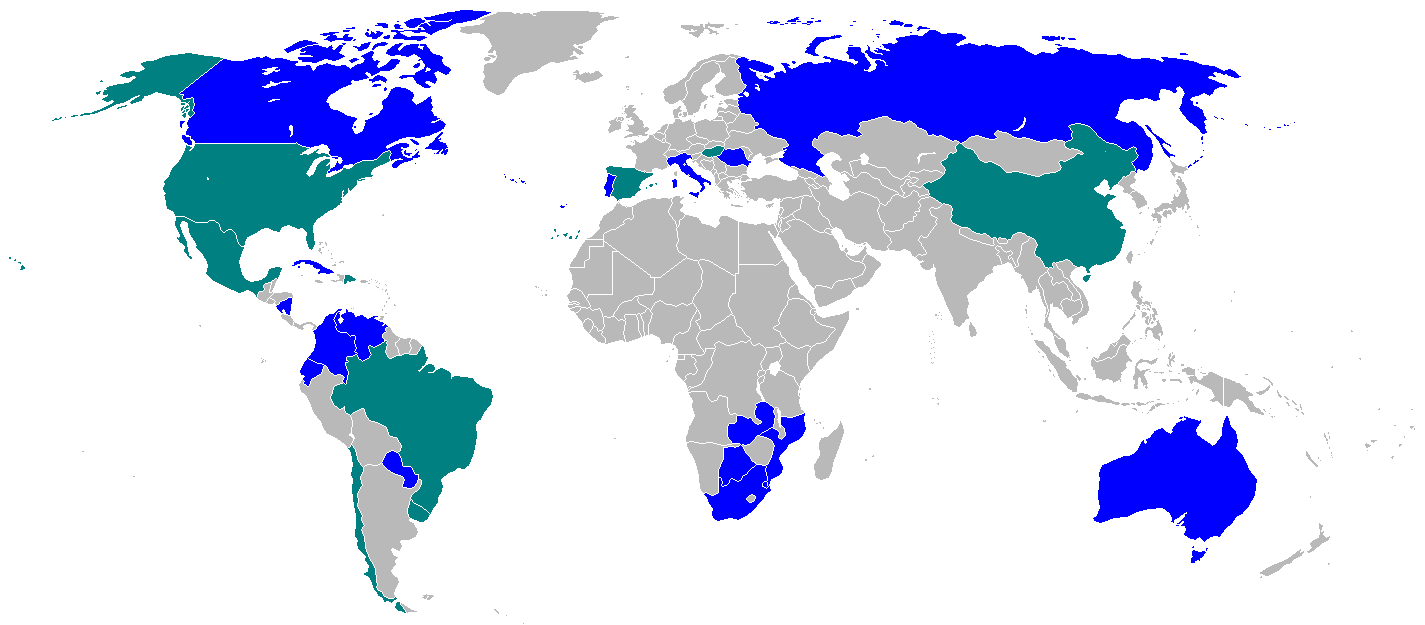
Parmalat nel mondo: in blu i paesi con presenza diretta, in verde i paesi con presenza tramite licenza

### Presenza diretta
- Australia
- Botswana
- Canada
- Colombia
- Cuba
- Ecuador
- Italia
- Mozambico
- Nicaragua
- Paraguay
- Portogallo
- Romania
- Russia
- Sudafrica
- Eswatini
- Venezuela
- Zambia

### Presenza tramite licenza
- Haiti
- Cile
- Cina
- Repubblica Dominicana
- Stati Uniti d'America
- Ungheria
- Messico
- Spagna
- Brasile

## Marchi

### Marchi internazionali
- Parmalat
- Santàl
- Fibresse
- Omega 3 Plus
- Dietalat
- Physical
- Vaalia
- Zymil

### Marchi locali italiani
- A.L.A.
- Berna
- Blu Premium
- Carnini (tramite Carnini S.p.A.)
- Centrale del Latte di Ancona
- Centrale del Latte di Monza
- Centrale del Latte di Napoli
- Chef
- Fiore
- Lactis
- Latte Brianza
- Latterie Friulane
- Latte Oro
- Pascolat
- Latte Sole (in Sicilia e Calabria; tramite Latte Sole S.p.A.)
- Solac
- Silac Manfredonia (FG)
- Torvis
- Jeunesse
- Netspace

### Marchi locali di altri paesi
- Astro
- Beatrice
- Black Diamond
- Lactantia
- Breaka
- ICE Break
- Pauls
- Soy Life
- Bonnita
- EverFresh
- Melrose
- Simonsberg
- UCAL
- Frica
- La Campiña
- Len
- Proleche

## Azionariato
Parmalat ha attualmente un solo azionista sopra il 2%:
- Sofil SAS - Société Pour Le Financement De L'Industrie Laitière (società veicolo di Lactalis di Emmanuel Besnier) - 95,805%

(Dati Consob sulle partecipazioni rilevanti aggiornati al 4 marzo 2019).

## Dati economici

### 2010
Nel 2010 il gruppo Parmalat ha avuto un utile di 138,50 milioni di euro (ricavi per 4,36 miliardi), di cui:
- 2,54 miliardi derivanti dalla Divisione Latte (latte, panne, besciamelle)
- 1,39 miliardi derivanti dalla Divisione Derivati del Latte (yogurt, dessert, formaggi)
- 0,25 miliardi derivanti dalla Divisione Bevande Base Frutta (succhi di frutta, beverage, tè)
- 0,10 miliardi da altri ricavi.

Margine operativo lordo di 377,3 milioni di euro, Ebit di 334,2 milioni, utili per 282 milioni. Patrimonio netto di 3,5 miliardi, disponibilità finanziarie nette per 1,43 miliardi, 13 930 dipendenti. La quota del gruppo Parmalat nel mercato latte italiano è pari al 34,8% per il prodotto UHT e al 25,6 per il prodotto pastorizzato.
Solo Parmalat ha fatturato 820,5 milioni di euro (ricavi per 859,3), Margine operativo lordo di 69,7 milioni, Ebit di 98 milioni, 128,3 milioni di utili. 2,86 miliardi di patrimonio netto, disponibilità finanziarie nette per 1,34 miliardi, 766,12 milioni il valore delle partecipazioni, capitalizzazione di 3,56 miliardi.

### 2011
Nel 2011 il gruppo Parmalat ha fatturato 4,49 miliardi di euro, in aumento grazie al rialzo dei prezzi di vendita in Canada, Italia e Venezuela e ai maggiori volumi di vendita conseguiti in Australia.

- 2,65 miliardi dalla Divisione Latte
- 1,44 miliardi dalla Divisione Derivati del Latte
- 0,27 miliardi dalla Divisione Bevande Base Frutta
- 0,11 miliardi da altri ricavi

Ebitda di 374,1 milioni di euro, Ebit di 199,4 milioni, utili in calo a causa dell'esito negativo di un lodo arbitrale promosso da Ontario Teachers Pension Plan Board nei confronti di Parmalat Canada Inc. (53,9 milioni di euro) e i minori proventi da transazioni raggiunti nel corso dell'esercizio.
La quota del gruppo Parmalat nel mercato latte italiano è pari al 33,8% per il prodotto UHT, al 24,6% per quello pastorizzato. Nel mercato bevande frutta ha una quota del 14,4%, in quello Panna UHT detiene il 35,4%, negli yogurt il 5,5%. 3,63 miliardi il patrimonio netto, disponibilità finanziarie nette pari a 1,51 miliardi, 13 932 dipendenti, di cui 2 042 in Italia.

## Controversie
- Nel romanzo Gomorra, lo scrittore Roberto Saviano parla di un presunto accordo tra Cirio, Parmalat e camorra, al fine di garantire il monopolio di vendita dei due marchi nel napoletano e nel casertano, con accordi con alcune organizzazioni criminali come il clan dei casalesi.[19]